# 金曜プリティ
『金曜プリティ』（きんようプリティ）は、2010年5月14日から9月17日までTBSで、毎週金曜日の14:55 - 15:50 (JST) に放送された関東ローカルの生活情報バラエティ番組である、通称『金プリ』（きんぷり）。
『金曜プリティ』のプリティはきれいではなく、プリンセスティータイムの略である。

## 概要
健康・ファッション・旅行を取り扱った情報番組である。
司会には『ひるおび!』や『情報7days ニュースキャスター』のコメンテーターで午後ワイド枠3度目の登板となる三雲孝江と、2009年度上半期に『サカスさん』で進行アナウンサーを担当していたTBSアナウンサーの駒田健吾が起用された。
視聴率は開始以来、1 - 2%前半を推移していた。

## 出演者
司会
- 三雲孝江[1]
- 駒田健吾（TBSアナウンサー）

コーナー出演者
- 沢田美香（おとりよせプリティ）
- 中島はるみ（プリティMart）

## スタッフ
- ナレーション：渡辺美佐
- プロデューサー：鶴岡滋之、中野匡人
- 製作著作：TBS

## コーナー
- おでかけプリティ
- おとりよせプリティ
- プリティ妻なう
- プリティMart